# Orden de la Anunciación de la Virgen María
La Orden de la Anunciación de la Virgen María (en latín: Ordo de Annuntiatione Beatae Mariae Virginis) es una Orden religiosa católica de clausura monástica, fundada en 1502 por Juana de Valois, reina de Francia, y por Gabriel María Nicolas, fraile franciscano. Las monjas pertenecientes a ella son conocidas como Anunciadas y posponen a sus nombres las siglas O.Ann.M..

## Historia

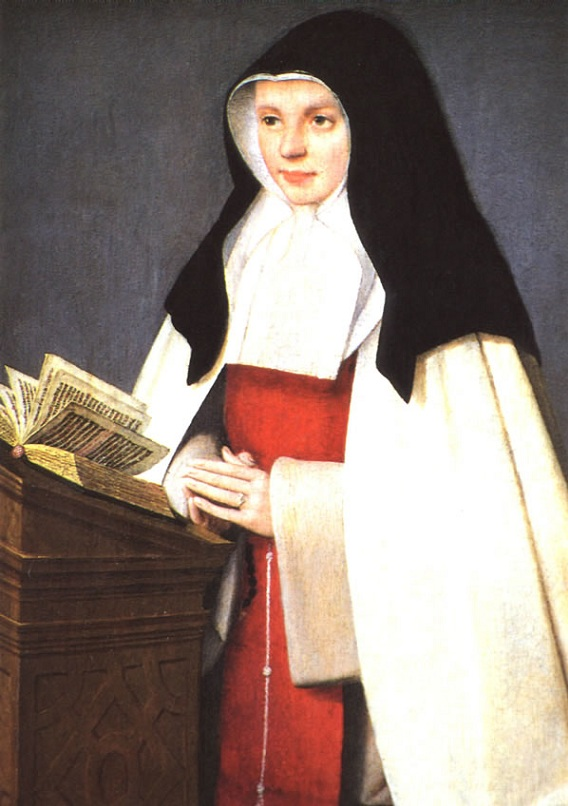
Juana de Valois (1454-1505), fundadora de la Orden de Anunciación.

### Origen
Juana de Valois, hija de Luis XI de Francia y de Carlota de Saboya, en 1473, contrajo matrimonio con su primo Luis de Orleans (futuro Luis XII). En 1498, el ya rey Luis XII, anuló su matrimonio y concedió a su exmujer el ducado de Berry. Juana se retiró a Bourges, donde pensó fundar una Orden religiosa dedicada al culto de la Virgen María, expuso sus deseos al fraile franciscano Gabriel María Nicolas, quien se encargó de reclutar las primeras religiosas del instituto y las condujo a la casa de la duquesa Juana de Bourges, donde iniciaron a prepararse para la vida religiosa, bajo la guía de los franciscanos.
Nicolas preparó a las monjas una Regla de vida titulada «los diez gozos y virtudes de la Virgen» y, con el consentimiento de Juana, envió a Roma uno de sus colaboradores para someterla a juicio de la Santa Sede. El papa Alejandro VI acogió favorablemente la iniciativa de los fundadores, pero a causa de la prohibición del IV Concilio de Letrán de aprobar nuevas reglas religiosas, les negaron la autorización de iniciar la nueva Orden. El religioso franciscano viajó personalmente a Roma y con la ayuda del cardenal Giovanni Battista Ferrari, datario apostólico, obtuvo del papa la aprobación Ea quae.
En 1502 se erigió el primer monasterio de la Orden en Bourges y el 20 de octubre del mismo año las primeras cinco aspirantes recibieron el hábito religioso. El 9 de octubre de 1504 las monjas profesaron los votos de pobreza, castidad, obediencia y clausura.

### Expansión

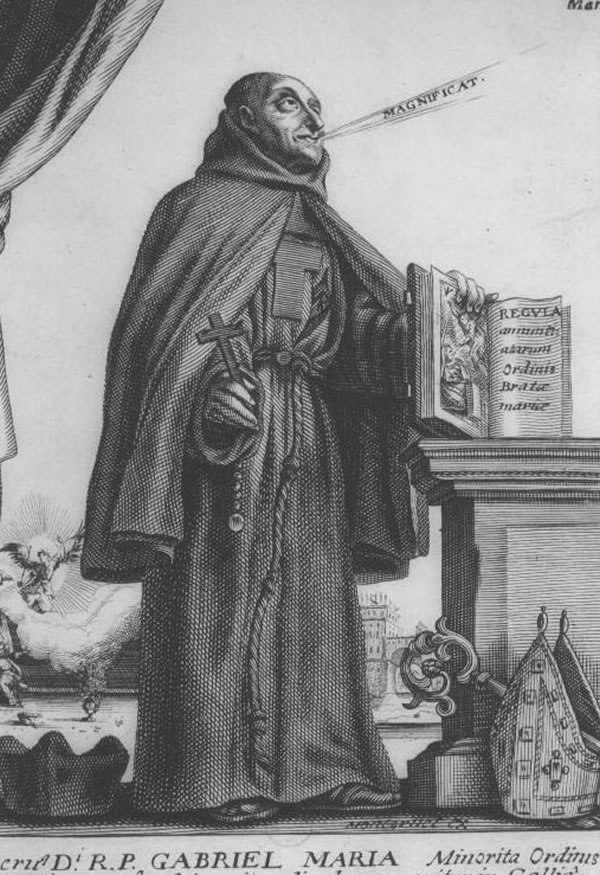
Gabriel María Nicolas (1461-1522), religioso franciscano observante, cofundador de la Orden.

Luego de la muerte de Juana de Bourges, el cardenal Georges d'Amboise, arzobispo de Ruan y legado pontificio en Francia, confió la dirección espiritual de las anunciadas a los frailes menores observantes. Su sobrino, Luigi d'Amboise, obispo de Albi, el 22 de abril de 1508 construyó un nuevo monasterio de la Orden en Notre Dame de Gargues.
Con la protección de la condesa de Borgoña, Margarita de Austria, la Orden se difundió por los Países Bajos. El primer monasterio de dicha nación fue el de Brujas, fundado en 1517. A estas fundaciones siguieron los monasterios de Béthune, Rodez, Burdeos, Lovaina, Agén y Ligny-en-Barrois.
Como la regla original preveía la fundación de una rama masculina de la Orden, Gabriel María Nicolas, preparó una nueva versión definitiva, aprobada por el papa León X con el decreto Regulam profitentibus del 22 de julio de 1517.
Salvo un periodo oscuro, por causa de las guerras de religión, donde los protestantes, el 27 de mayo de 1562, destruyeron la casa madre de Bourges, profanaron la tumba de la fundadora e incineraron sus restos; llegado el tiempo de paz, comenzó un nuevo periodo de expansión. Surgieron numerosos monasterios en Île-de-France, Normandía, Norte, Marche, Países Bajos (Holanda y Bélgica), Renania y Westfalia. A finales del siglo XVIII, la Orden contaba con unos cuarenta monasterios.

### Supresión y restauración

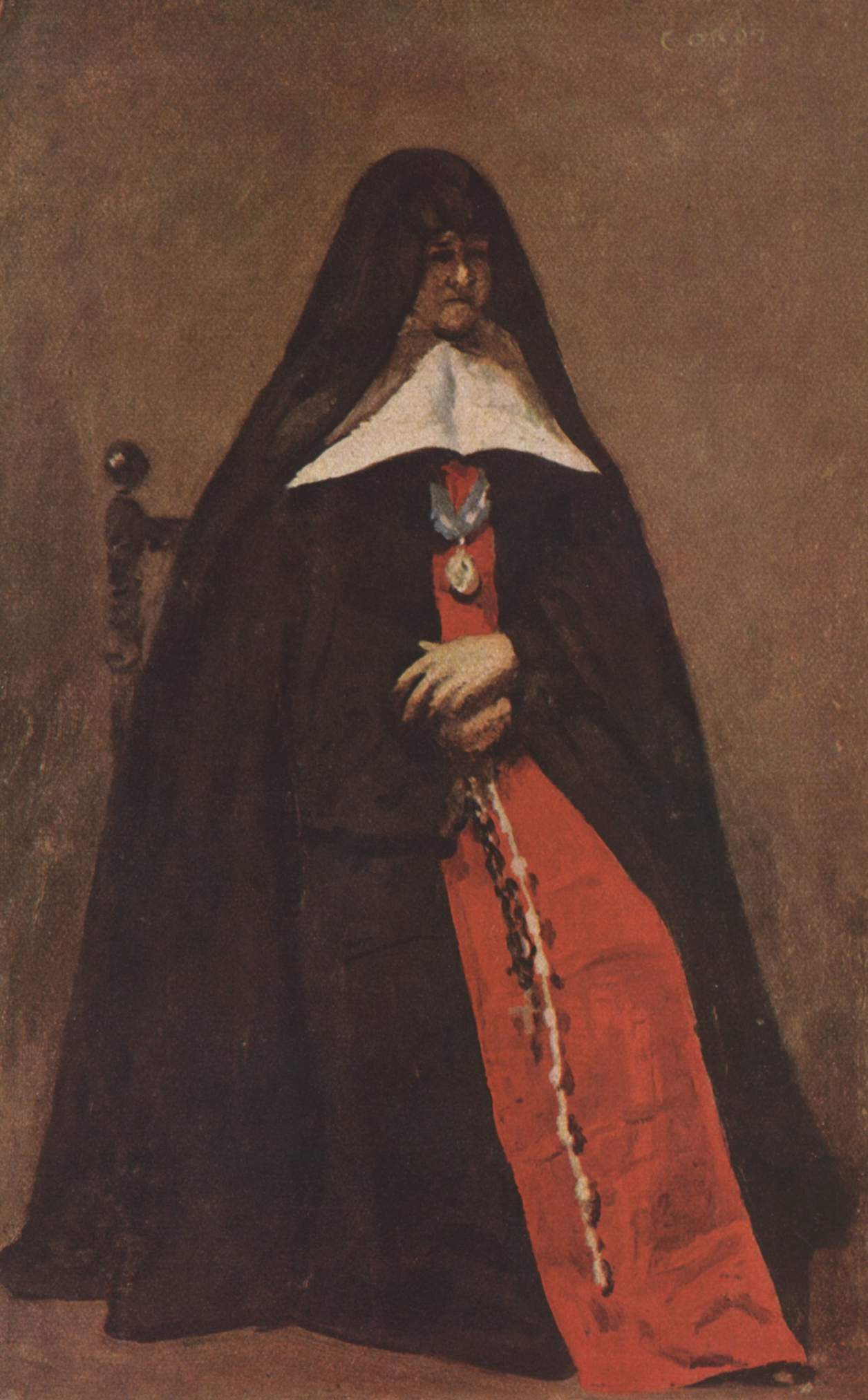
Una monja anunciada con el hábito tradicional, en una pintura de Jean-Baptiste-Camille Corot.

Durante la Revolución Francesa, las monjas fueron dispersadas y sus monasterios confiscados por el gobierno.
En 1816 fueron restaurados los monasterios de Villeneuve-sur-Lot y Boulogne-sur-Mer, en Bélgica, algunas de las religiosas que sobrevivieron a la Revolución, refundaron el monasterio de Tirlemont, en 1833. Más tarde se recuperaron los Geel e Merksem. Sin embargo la Orden fue suprimidas de nuevo en Francia (1903) y las monjas dispersadas. Las de monasterio de Borgoña, marcharon a Inglaterra, se refugiaron en Saint Margaret's at Cliffe. No regresarán a Francia hasta 1926, donde erigieron el monasterio de Thiais.
La Regla y los estatutos de la Orden fueron aprobados nuevamente por la Santa Sede, el 25 de marzo de 1932.

## Actividades y presencias
Las monjas anunciadas se dedican a la contemplación, viven en clausura y pretenden tomar como modelo de vida las diez virtudes y gozos de la Virgen María. Cada monasterio es autónomo y las superioras de los mismos tienen el título de «madre ministra» o «sierva».
El hábito de las religiosas está compuesto por una túnica gris, un escapulario rojo y una capa y un velo blanco. A la cintura portan un síngulo con diez nudos, significando con ello los diez gozos y virtudes de la Virgen.
En 2015, la Orden contaba con unas 75 monjas y nueve monasterios, de los cuales seis en Francia (Villeneuve-sur-Lot, Thiais, Brucourt, Peyruis, Saint-Doulchard, Menton), uno en Bélgica (Westmalle), uno en Polonia (Lichen) y uno en Costa Rica (Alajuela).

## Familia Anunciada
Por Familia Anunciada se entiende a todos los grupos que beben de la espiritualidad y del carisma de santa Juana de Francia. Esta familia religiosa está formada, además de la Orden de la Anunciación de la Virgen María, por las religiosas de la Congregación de las Anunciadas Apostólicas (Anunciadas de Heverlée), fundadas por el abab Pierre-Jacques de Clerck en Bélgica; la Congregación de Clérigos Marianos; y las diversas Fraternidades laicales ligadas a la Orden o a las Congregaciones de la familia.